# Sābeq Maḩalleh
Sābeq Maḩalleh (persiska: سَبِق, مِهَلِّه, سابق محله) är en ort i Iran.   Den ligger i provinsen Mazandaran, i den norra delen av landet, 230 km öster om huvudstaden Teheran. Sābeq Maḩalleh ligger 1 537 meter över havet och antalet invånare är 120.
Terrängen runt Sābeq Maḩalleh är huvudsakligen kuperad, men söderut är den bergig.Runt Sābeq Maḩalleh är det ganska tätbefolkat, med 75 invånare per kvadratkilometer. Närmaste större samhälle är Bīsheh Band, 6,4 km norr om Sābeq Maḩalleh. Trakten runt Sābeq Maḩalleh består i huvudsak av gräsmarker.